# آرثر دوسن
آرثر دوسن (بالإنجليزية: Arthur Dawson)‏ (9 يناير 1882 ببلاكبرن في المملكة المتحدة - 1951) هو لاعب كرة قدم بريطاني (وحمل سابقاً جنسية المملكة المتحدة لبريطانيا العظمى وأيرلندا) في مركز جناح ‏. لعب مع بلاكبيرن روفرز ونادي بيرنلي ونادي نيلسون.